# Häädemeeste (obec)
Obec Häädemeeste (estonsky Häädemeeste vald) je samosprávná jednotka estonského kraje Pärnumaa, zahrnující městečko Häädemeeste a několik okolních vesnic.